# هلفيلة عديمة الساق
هلفيلة عديمة الساق (الاسم العلمي: Helvella acaulis) هو نوع من الفطريات يتبع جنس الهلفيلة من الفصيلة الهلفيلية.